# Fiumetorto–Messina-vasútvonal
A Fiumetorto–Messina-vasútvonal egy normál nyomtávolságú, részben kétvágányú, 180,55 km hosszúságú, 3 kV egyenárammal villamosított vasútvonal Olaszországban, Szicíliában, Fiumetorto és Messina között. 1887 és 1895 között épült meg, a nyomvonala az átépítések során több helyen is módosult.

## Képgaléria

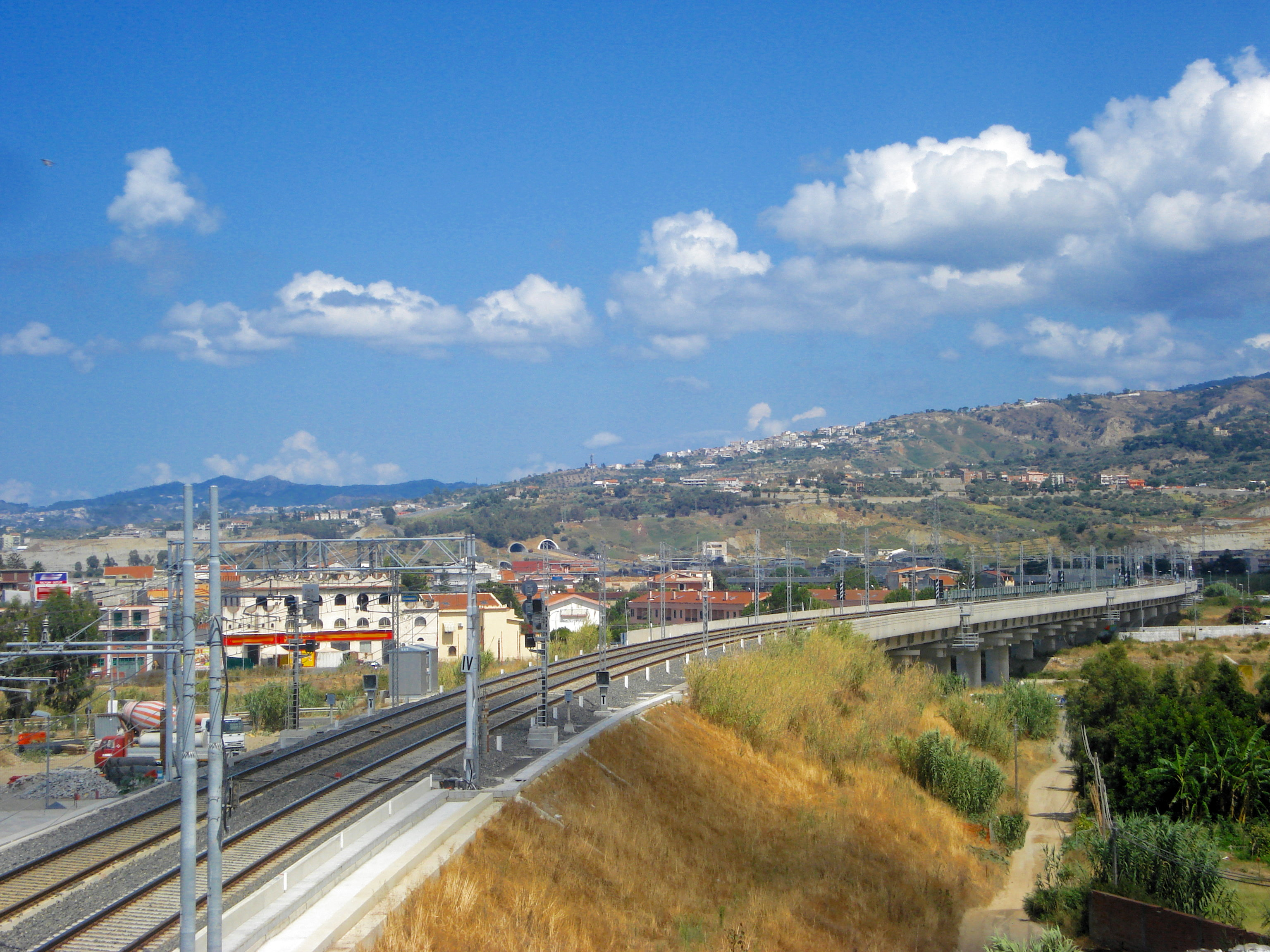
A vasútvonal Pace del Mela és Torregrotta között
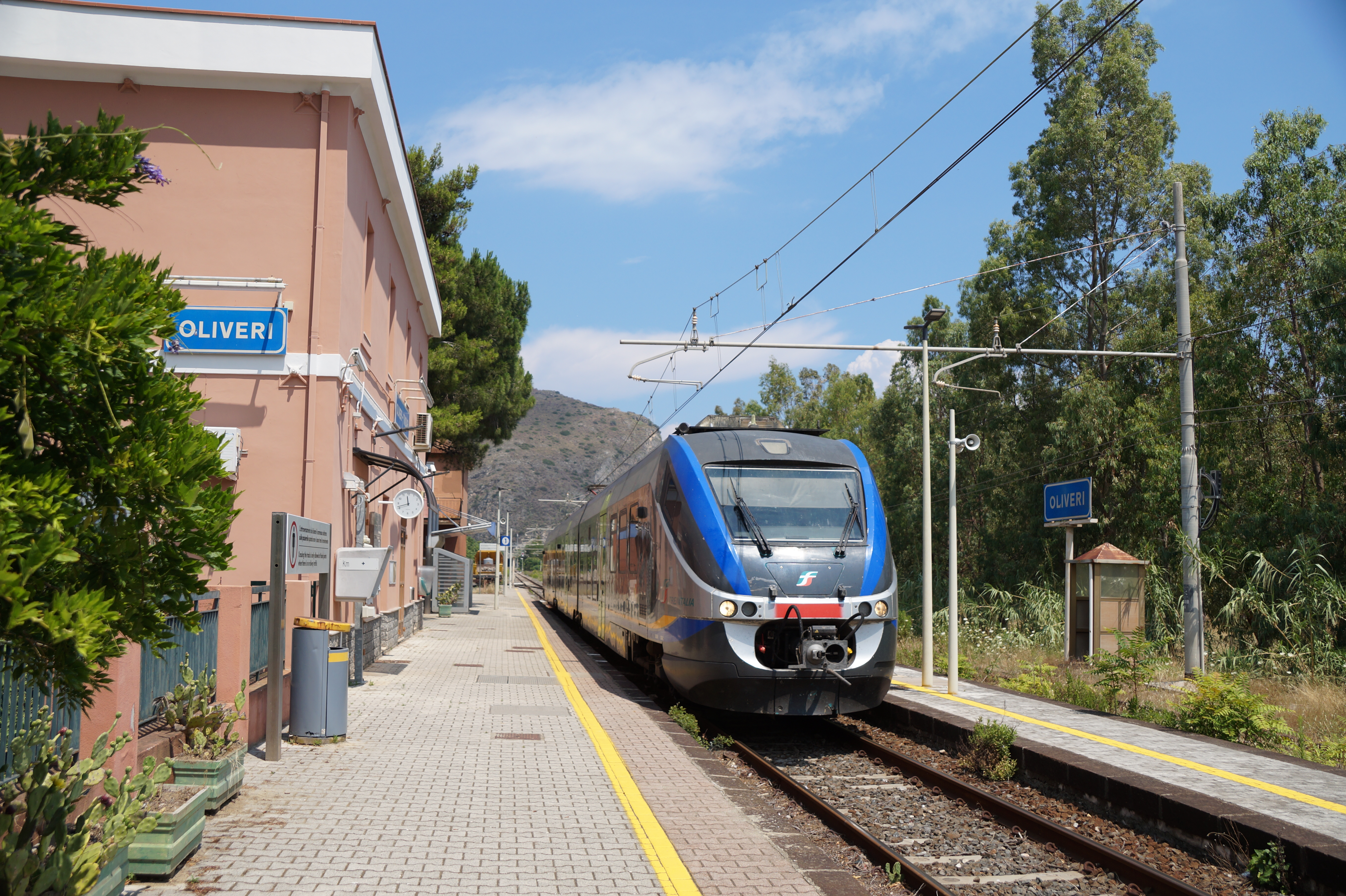
Oliveri-Tindari vasútállomás
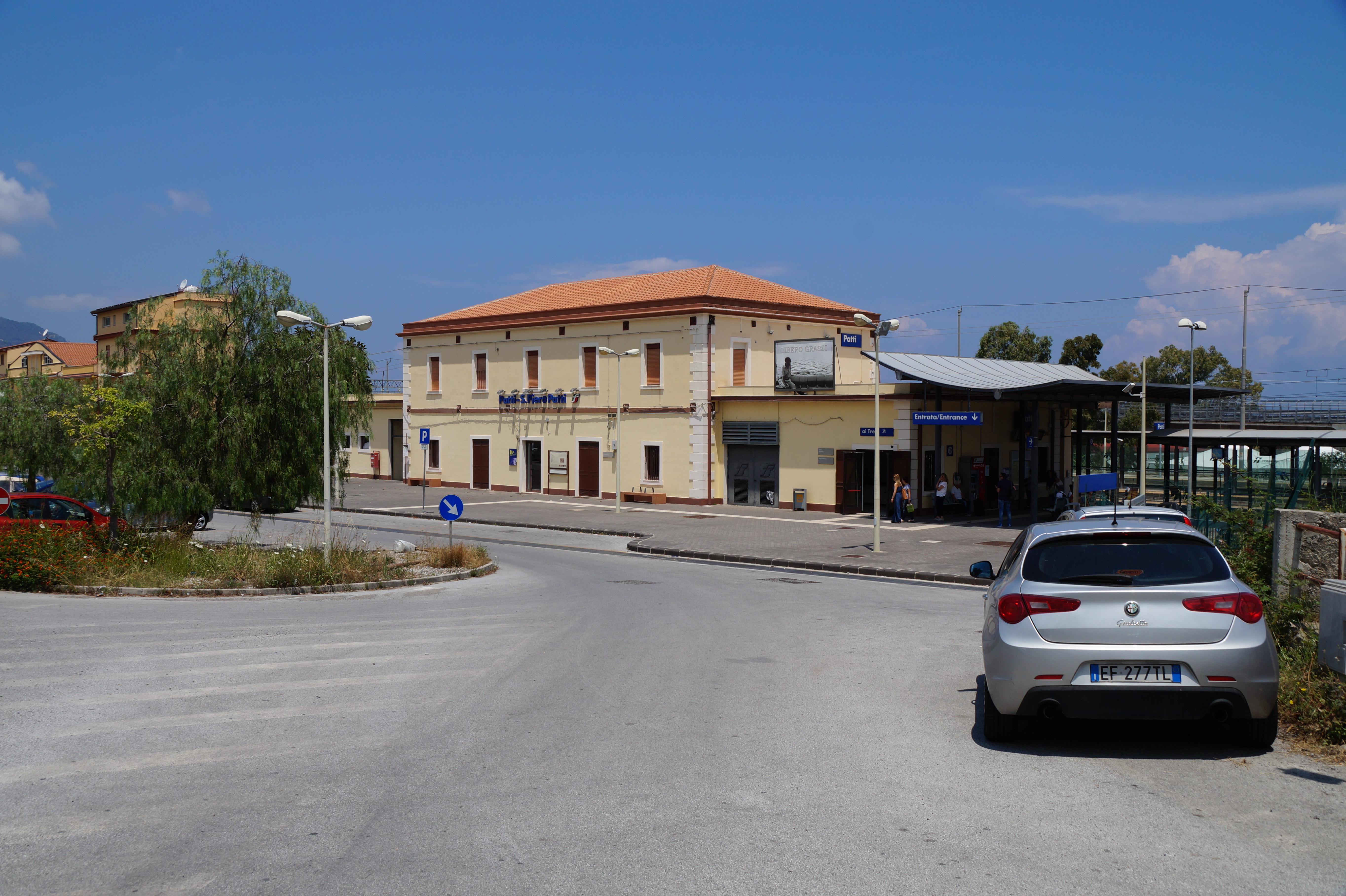
Patti-S.Piero Patti állomás
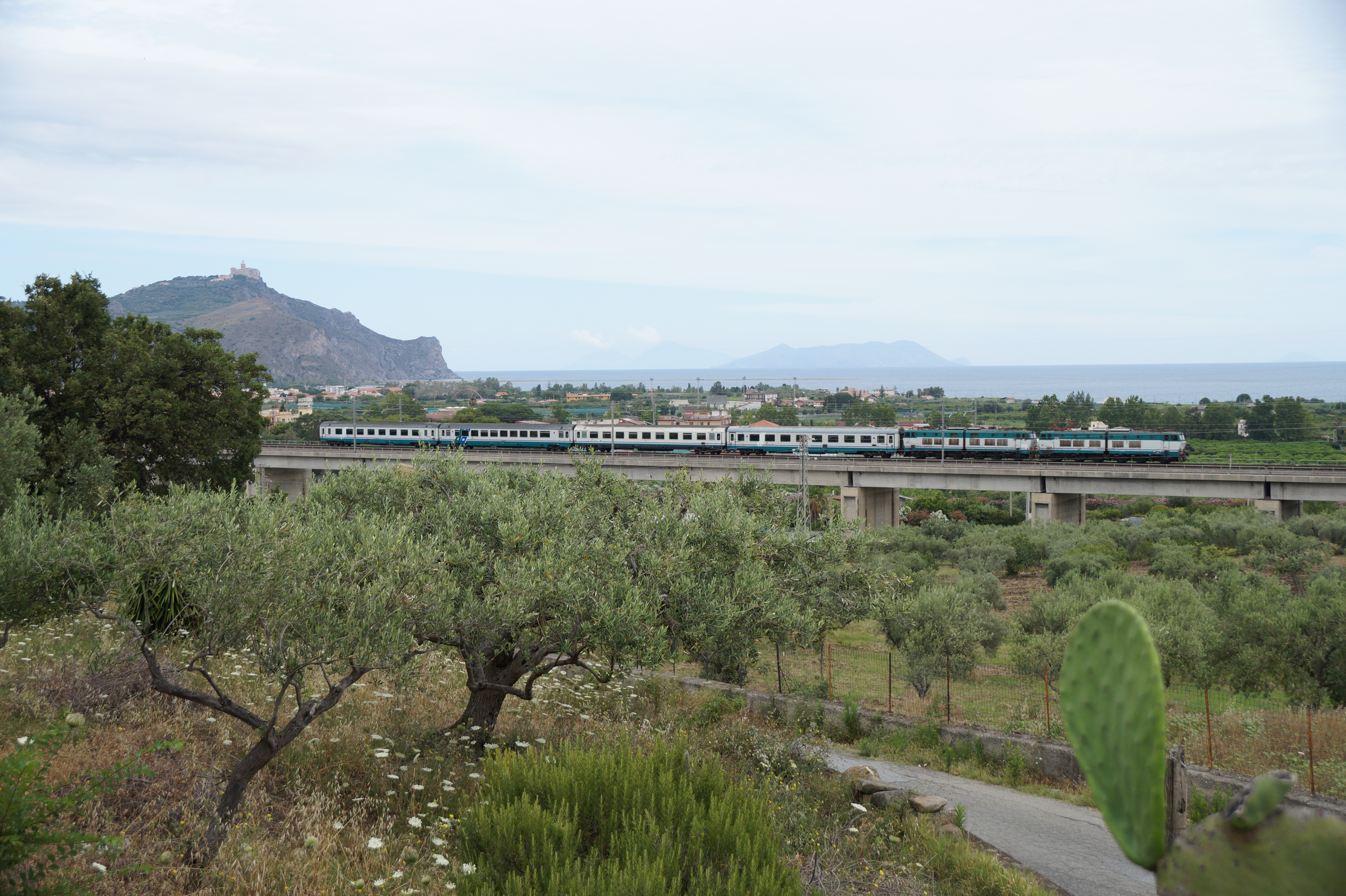
A Palermo–Róma Termini InterCity Oliveri közelében
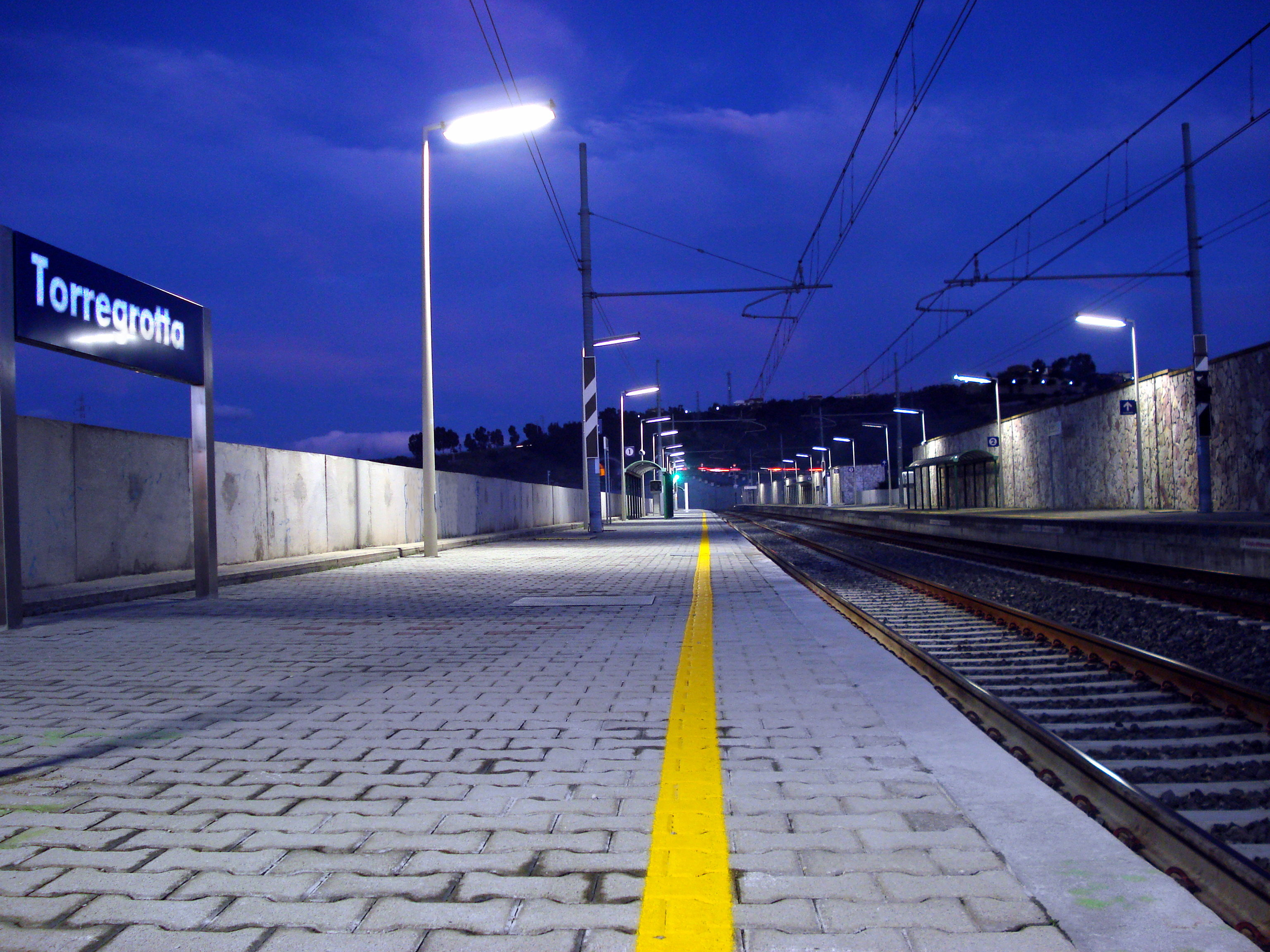
Torregrotta megálló az új szakaszon
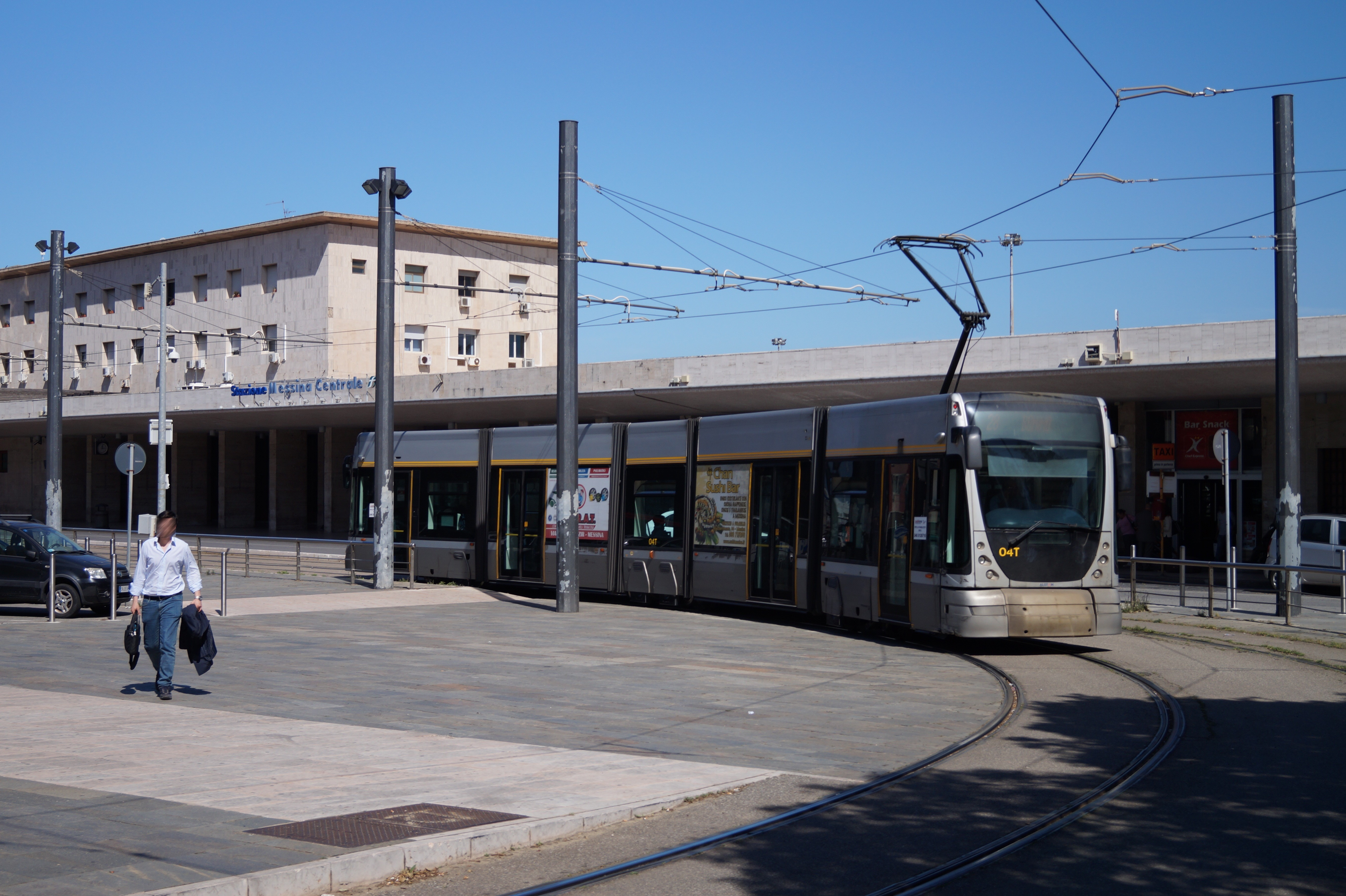
Messina főpályaudvara
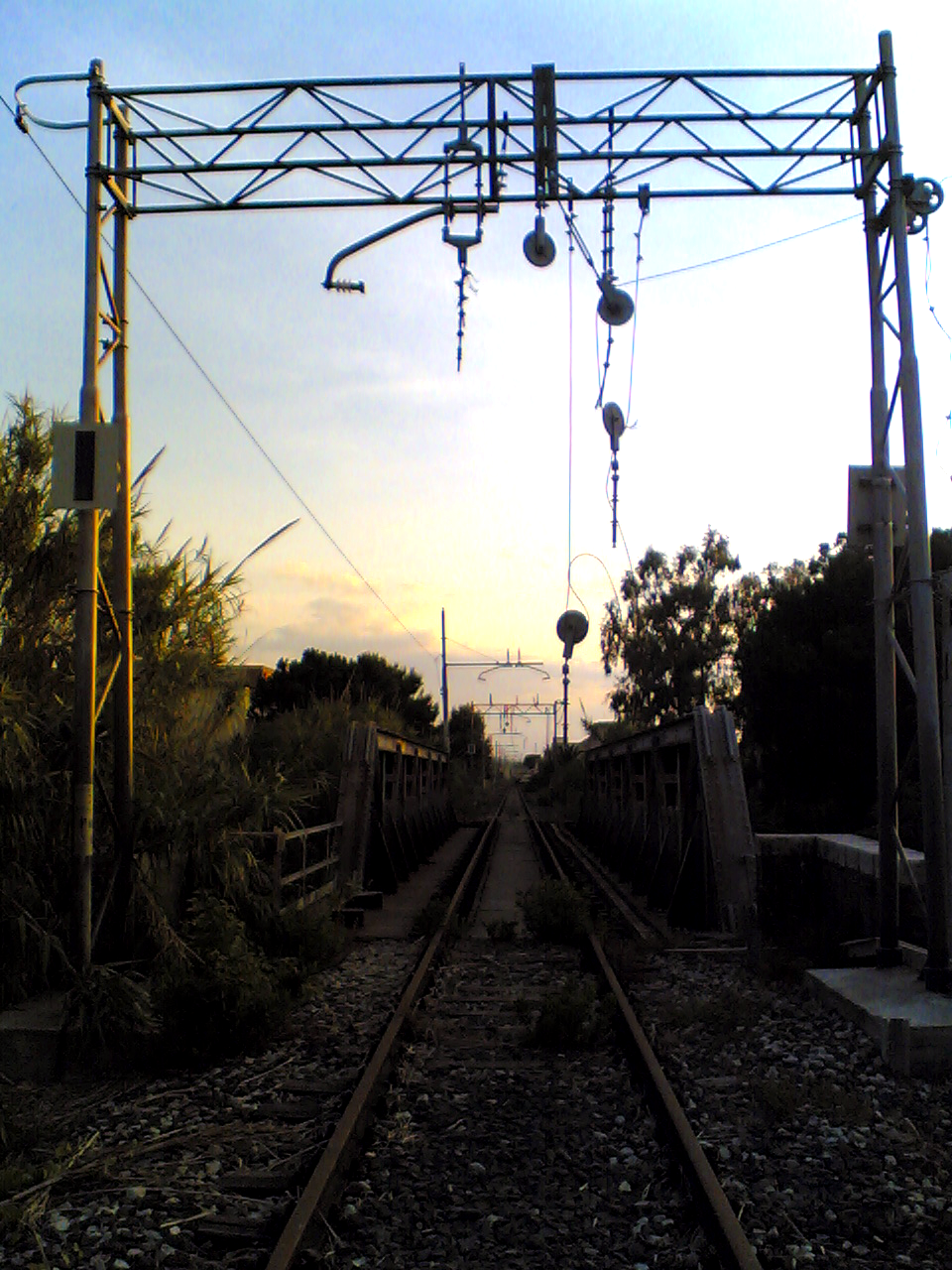
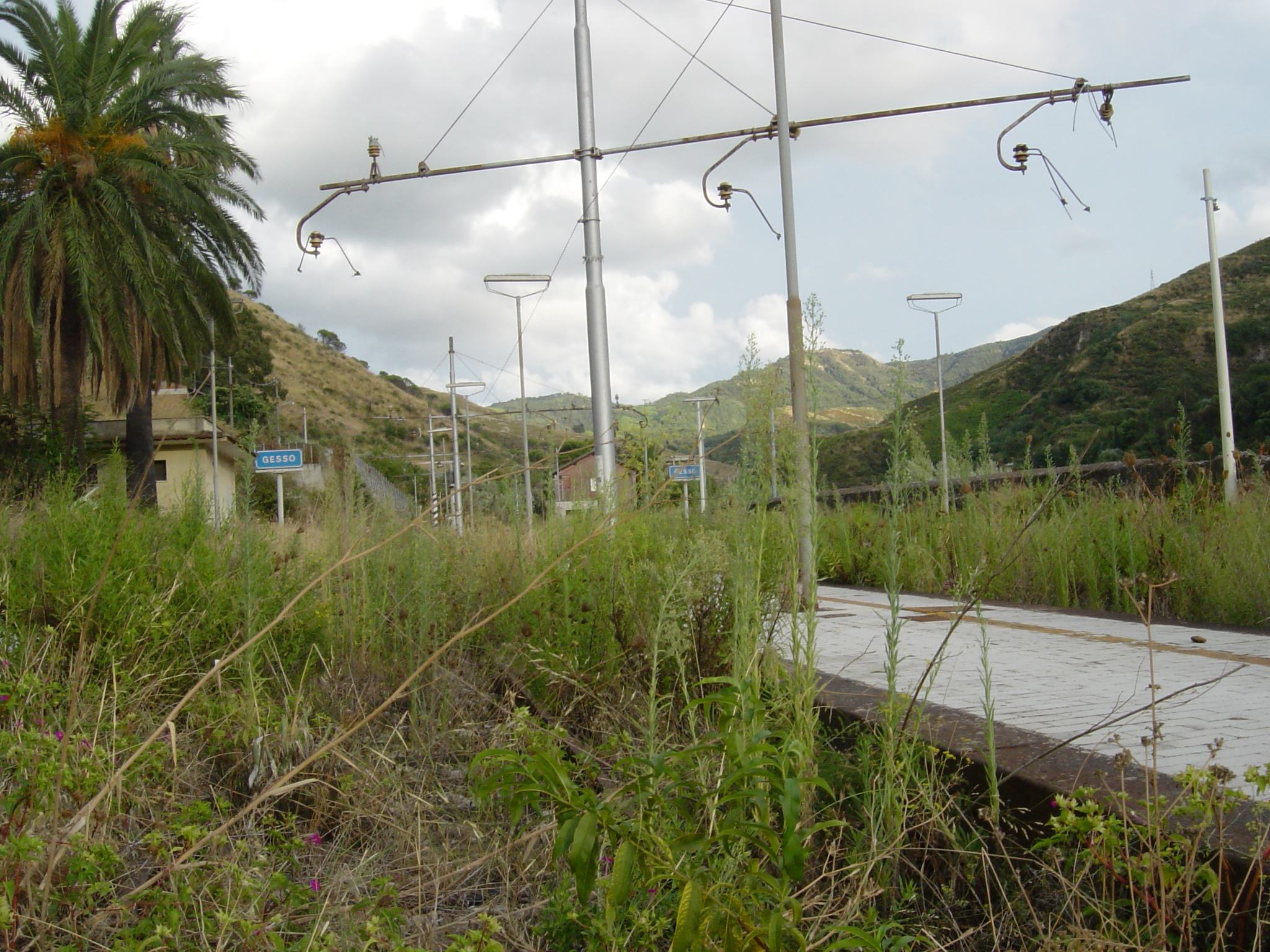
A régi Gesso állomás